# Lenins fod i døren
|  | Denne artikel er oprettet af botten PalnaBot ud fra en ekstern database. Den kan derfor have sproglige fejl eller mangler. Denne skabelon kan fjernes efter kontrol af indholdet. |

Lenins fod i døren er en dokumentarfilm instrueret af Niels Lomholt efter manuskript af Niels Lomholt.

## Handling
Lenins fod i døren har historiske billeder af oprør (Lenin selv, Martin Luther King, Jimi Hendrix m.fl.) som udgangspunkt for fortællingen.